# Gare de Balbigny
Gare de Balbigny vasútállomás Franciaországban, Balbigny településen.

## Vasútvonalak
Az állomást az alábbi vasútvonalak érintik:
- Moret–Lyon-vasútvonal

## Kapcsolódó állomások
A vasútállomáshoz az alábbi állomások vannak a legközelebb:
- Gare de Saint-Jodard (Gare de Moret - Veneux-les-Sablons)
- Gare de Feurs (Lyon-Perrache pályaudvar)